# Colmesneil
Colmesneil – miasto w Stanach Zjednoczonych, w stanie Teksas, w hrabstwie Tyler.